# Last (cráter)

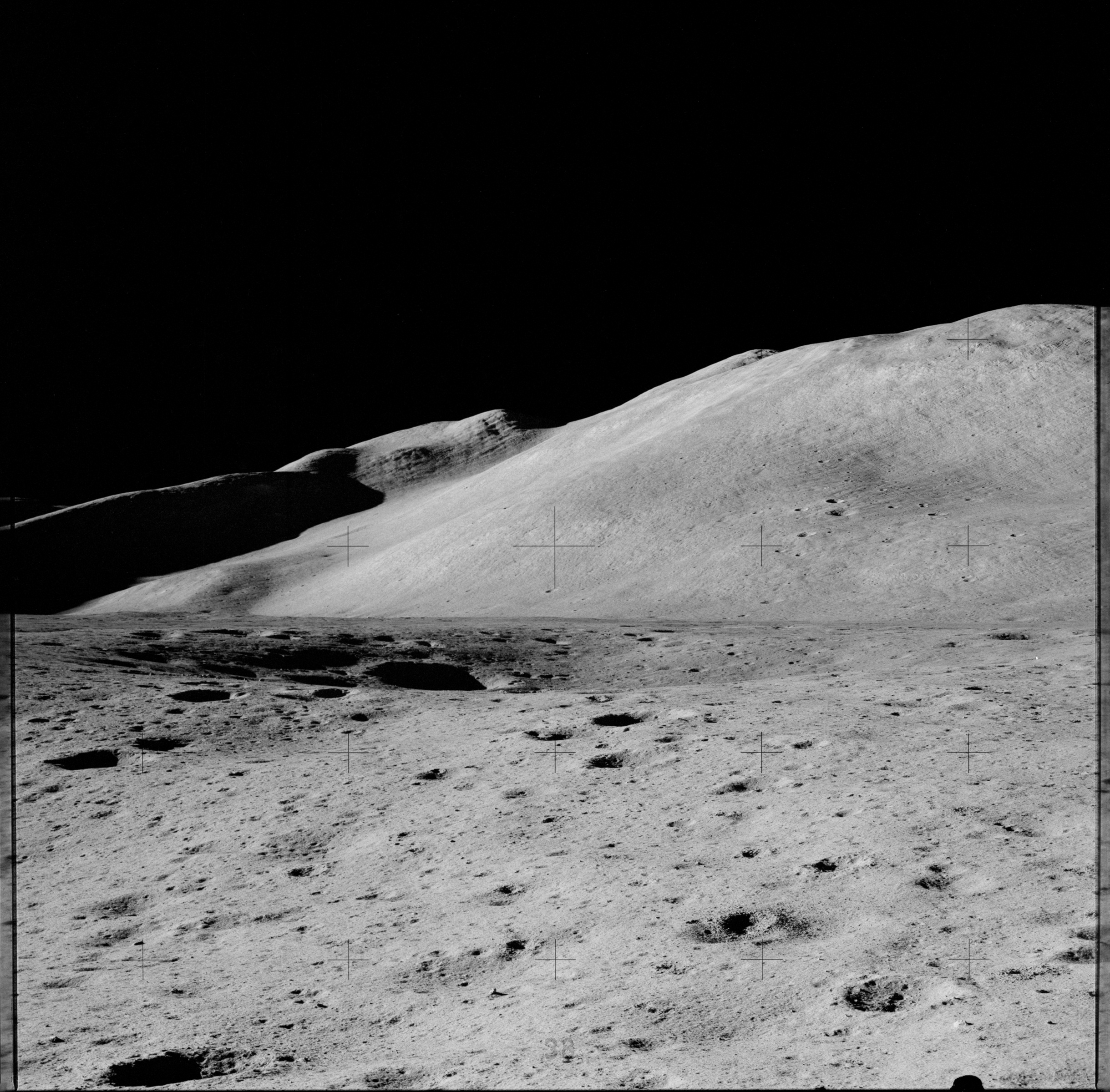
Vista desde la parte superior del módulo lunar Falcon (durante una EVA al poco de aterrizar) mirando al sur hacia el Mons Hadley Delta. Silver Spur aparece en el horizonte, con el cráter Last en primer plano.

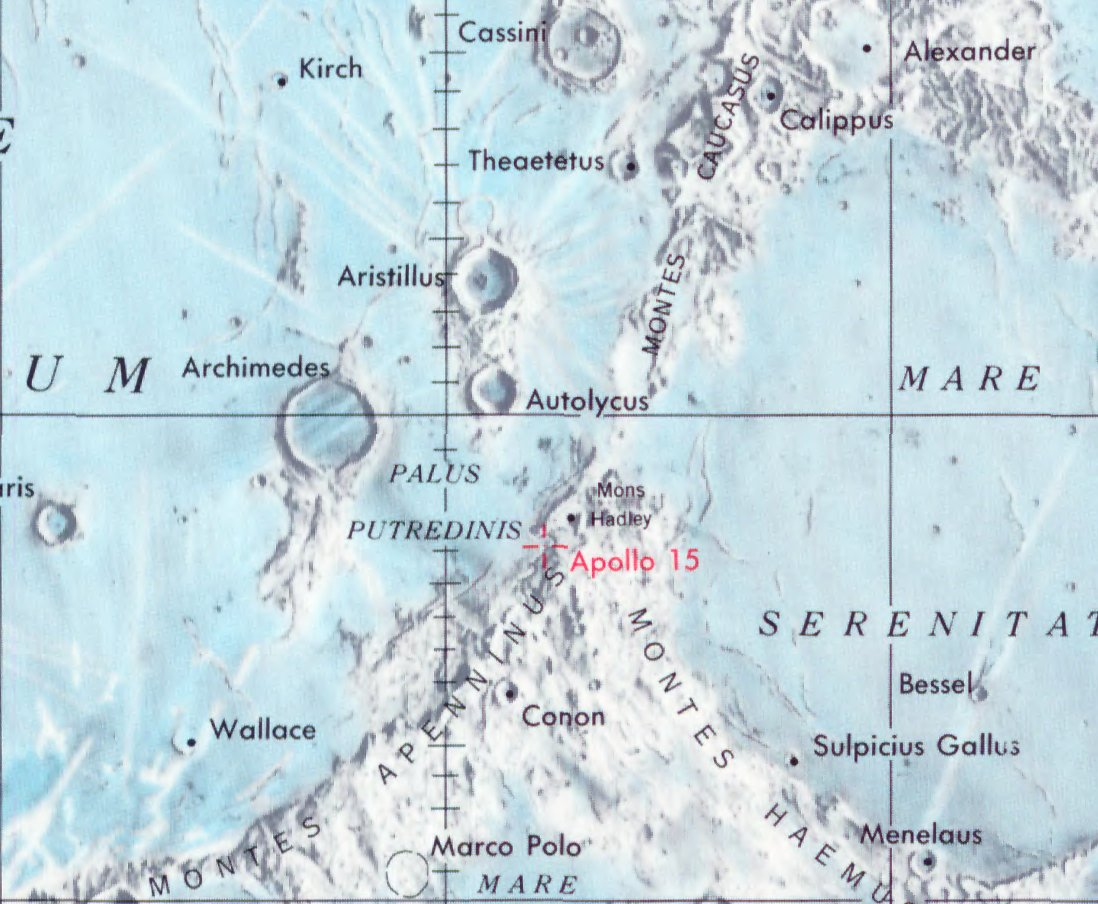
Localización del lugar de aterrizaje del Apolo 15

Last es un pequeño cráter lunar, ubicado en la región Hadley-Apennine. Se encuentra unos 2 km al este del cañón Hadley Rille y aproximadamente a 1 km al noroeste de Index, el punto inicialmente previsto para el aterrizaje de la misión Apolo 15.
|  |

Los astronautas de la misión Apolo 15 David Scott y James B. Irwin aterrizaron con el Lunar Falcon en el extremo norte del cráter en 1971.

## Denominación
El nombre del cráter fue adoptado formalmente por la UAI en 1973. Tiene su origen en las denominaciones topográficas utilizadas en la hoja a escala 1/50.000 del Lunar Topophotomap con la referencia "41B4S1 Apollo 15 Landing Area".